# Programa Brasil em Ação
O programa Brasil em Ação foi uma iniciativa do governo do presidente Fernando Henrique Cardoso lançada em agosto de 1996, cujo objetivo era listar, agregar e gerenciar um pacote de ações e obras do governo federal em parceria com estados, municípios e empresas privadas.
Foi composto por um conjunto de 42 empreendimentos voltados para a promoção do desenvolvimento sustentável do país e estrategicamente escolhidos pela capacidade de induzir novos investimentos produtivos e reduzir desigualdades regionais e sociais. Em 1999 foi ampliado para 58 empreendimentos.
Cada ação era gerenciada por um grupo gestor ligado diretamente ao Ministério do Planejamento, Orçamento e Gestão e a Presidência da República, com cada passo inserido em um inédito banco de dados on-line para o acompanhamento dos repasses orçamentários e evolução da obra ou ação.
Concluído em 31 de dezembro de 1999, o programa constituiu a base da nova estrutura do Plano Plurianual 2000-2003, o chamado Avança Brasil, com programas, gerentes, parcerias e foco em resultados.
Pode-se dizer que o Programa Brasil em Ação foi um embrião (ou precursor) do PAC criado no segundo governo Lula em 2007. e do PAC2 criado no primeiro governo Dilma.

## Principais ações de governo
O Brasil em Ação atuou em diversas áreas da vida nacional, com empreendimentos divididos nos seguintes setores:
- Saúde
  - Projeto de Reforço à Reorganização do SUS (ReforSUS) - Investimento: R$ 437,3 milhões do Orçamento Geral da União, parcerias estaduais e recursos externos (BID e BIRD).
  - Programa de Redução da Mortalidade Infantil - Investimento: R$ 1,9 bilhão do Orçamento Geral da União.
- Habitação
  - Pró-Moradia - Investimento: R$ 1,652 bilhão com recursos do FGTS e com contrapartidas dos estados, do Distrito Federal e dos municípios.
  - Carta de Crédito - Investimento: R$ 4,9 bilhões do FGTS e da iniciativa privada.
  - Habitar-Brasil - Investimento: R$ 1,084 bilhão do Orçamento Geral da União e de contrapartidas.
- Saneamento
  - Pró-Saneamento - Investimento: R$ 3,9 bilhões do FGTS e de contrapartidas estaduais.
  - Programa de Ação Social em Saneamento (PASS) - Investimento: R$ 1.071,3 milhões do Orçamento Geral da União, do Banco Interamericano de Desenvolvimento (BID) e de contrapartidas dos estados, do Distrito Federal e dos municípios.
- Emprego
  - Programa de Geração de Emprego e Renda (Proger) - Investimento: R$ 2,2 bilhões do Fundo de Amparo ao Trabalhador (FAT).
  - Proemprego - Investimento: R$ 9 bilhões do FAT.
  - Programa de Crédito Produtivo Popular - Investimento: R$ 234 milhões do BNDES e R$ 250,4 milhões do Banco do Nordeste.
  - Programa Nacional de Qualificação do Trabalhador (Planfor) - Investimento: R$ 580 milhões do FAT.
- Água
  - Proágua - Investimento: R$ 2,4 bilhões do Orçamento Geral da União, contrapartida dos estados e municípios, da iniciativa privada e recursos externos.
- Turismo
  - Programa de Desenvolvimento do Turismo no Nordeste (Prodetur) - Investimento: R$ 800 milhões do Orçamento Geral da União, do BID e de contrapartidas estaduais.
- Agricultura
  - Reforma Agrária - Investimento: R$ 7 bilhões do Orçamento Geral da União.
  - Programa Nacional de Fortalecimento da Agricultura Familiar (Pronaf) - Investimento: R$ 3 bilhões do FAT.
- Educação
  - Valorização do Magistério - Investimento: R$ 823 milhões do Orçamento Geral da União
  - Recursos Centralizados na Escola - Investimento: R$ 518 milhões do Orçamento Geral da União.
  - Educação à Distância - Investimento: R$ 76,2 milhões do Orçamento Geral da União.
- Comunicações
  - Teleporto - Investimento: R$ 887,8 milhões da iniciativa privada e da prefeitura do Rio.
  - Programa de Recuperação e Ampliação do Sistema de Telecomunicações (Paste) - Investimentos: R$ 17,7 bilhões da Telebrás e da iniciativa privada.
- Transportes
  - Pavimentação da BR-174 - Investimento: R$ 168 milhões do Orçamento Geral da União, da Corporação Andina de Fomento (CAF) e de contrapartidas estaduais.
  - Recuperação das rodovias BR-364 e BR-163 - Investimento: R$ 60 milhões do Orçamento Geral da União.
  - Recuperação Descentralizada de Rodovias - Investimento: R$ 720 milhões do Orçamento Geral da União e do BID.
  - Construção da BR-174 (Manaus - Caracas/Venezuela)
  - Duplicação da Rodovia Fernão Dias São Paulo/Belo Horizonte - Investimento: R$ 1,83 bilhão de recursos provenientes do Orçamento Geral da União, recursos externos e contrapartidas dos Estados de Minas Gerais e São Paulo.
  - Rodovia do Mercosul (BR-116/101) - Investimento: R$ 1,5 bilhão, oriundos do Orçamento Geral da União, contrapartidas estaduais e recursos externos – BID e Eximbank do Japão.
  - Ferronorte - Investimento: R$ 1,3 bilhão do Orçamento Geral da União, do Governo do Estado de São Paulo e de empresas privadas.
  - Porto de Suape - Investimento: R$ 172 milhões, oriundos do Orçamento Geral da União e Governo do Estado de Pernambuco.
  - Porto de Pecém - Investimento: R$ 220 milhões do Orçamento Geral da União e do Governo do Estado do Ceará.
  - Modernização do Porto de Sepetiba - Investimento: R$ 351,4 milhões provenientes do Orçamento Geral da União e financiamento do BNDES e de empresas privadas.
  - Modernização do Porto de Santos - Investimento: R$ 1,958 milhão do Orçamento Geral da União, da Codesp e de recursos externos (OECF – Overseas Economic Corporation Fund, do Japão).
  - Hidrovia do Madeira - Investimento: R$ 24 milhões do Orçamento Geral da União e parceiros privados.
  - Hidrovia do São Francisco - Investimento: R$ 11 milhões do Orçamento Geral da União, da Valec e do Governo do Estado do Pará.
  - Hidrovia Tocantins-Araguaia - Investimento: R$ 222,4 milhões do Orçamento Geral da União.
  - Conclusão da Hidrovia Tietê-Paraná - Investimento: R$ 60 milhões do Orçamento Geral da União e do Governo do Estado de São Paulo.
- Energia
  - Gás Natural de Urucu - Investimento: R$ 1,6 bilhão da Petrobrás, Gaspetro, Eletrobrás, Eletronorte, BNDES, Cigás e da iniciativa privada.
  - Linha de Transmissão de Tucuruí - Investimento: R$ 236 milhões oriundos da Eletronorte e contrapartida do Governo do Estado do Pará.
  - Conclusão da Usina Hidrelétrica de Xingó - Investimento: R$ 227 milhões.
  - Sistema de Transmissão Associado a UHE Xingó - Investimento: R$ 230 milhões da Eletrobrás.
  - Interligação do Sistema Elétrico Linhão Norte-Sul - Investimento: R$ 738 milhões de recursos próprios da Eletrobrás e recursos externos (BID e Eximbank).
  - Privatização da Eletrosul - Arrecadação R$ 945 milhões [4][5]
  - Gasoduto Brasil-Bolívia - Investimento: R$ 1,5 bilhão da Petrobrás/Gaspetro e de recursos externos (Banco Interamericano de Desenvolvimento (BID), Banco Internacional para a Reconstrução e Desenvolvimento (BIRD), Corporación Andina de Fomento (CAF), Banco Europeu de Investimentos (BEI) e Eximbank do Japão).